# Morangis (Marne)
Morangis település Franciaországban, Marne megyében. Lakosainak száma 367 fő (2022. január 1.). Morangis Chavot-Courcourt, Brugny-Vaudancourt, Montmort-Lucy, Moslins, Mancy és Monthelon községekkel határos.

## Népesség
A település népességének változása:
| Lakosok száma | 96   | 199  | 245  | 270  | 355  | 373  | 389  | 408  | 394  | 367  |
|               | 1968 | 1982 | 1990 | 2006 | 2013 | 2015 | 2017 | 2019 | 2020 | 2022 |